# آيت عروس - آيت الربع (تيزغران)
آيت عروس - آيت الربع هي إحدى مشيخات المملكة المغربية، تتبع جغرافيا لإقليم تيزنيت وإداريًا لتيزغران. يقدر عدد سكانها بـ 2981 نسمة حسب الإحصاء الرسمي للسكان والسكنى لسنة 2004.